# Парк в посёлке Новый Быт
Парк в посёлке Новый быт — памятник природы регионального (областного) значения Московской области, который включает ценный в экологическом, научном, культурном и эстетическом отношении природно-антропогенный комплекс, а также природные объекты, нуждающиеся в особой охране для сохранения их естественного состояния:
- старовозрастные парковые насаждения с липой;
- места обитания редких видов животных, занесённых в Красную книгу Московской области.

Памятник природы основан в 1985 году. Местонахождение: Московская область, городской округ Чехов, сельское поселение Баранцевское, село Новый Быт, монастырь Вознесенская Давидова пустынь. Площадь памятника природы составляет 7,40 га. Памятник природы включает старинный липовый парк и архитектурный комплекс монастыря Вознесенская Давидова пустынь.

## Описание

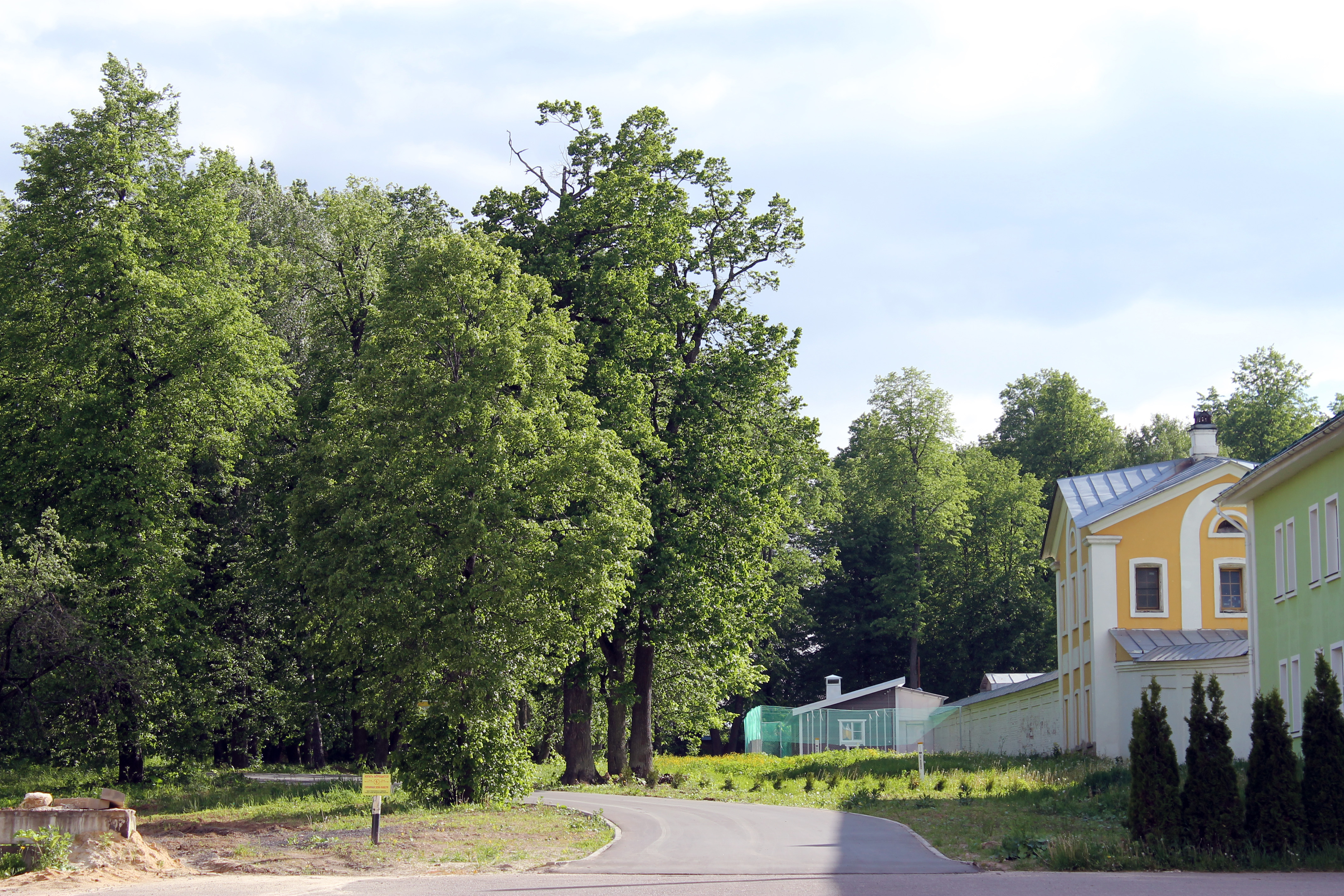
Общий вид парка

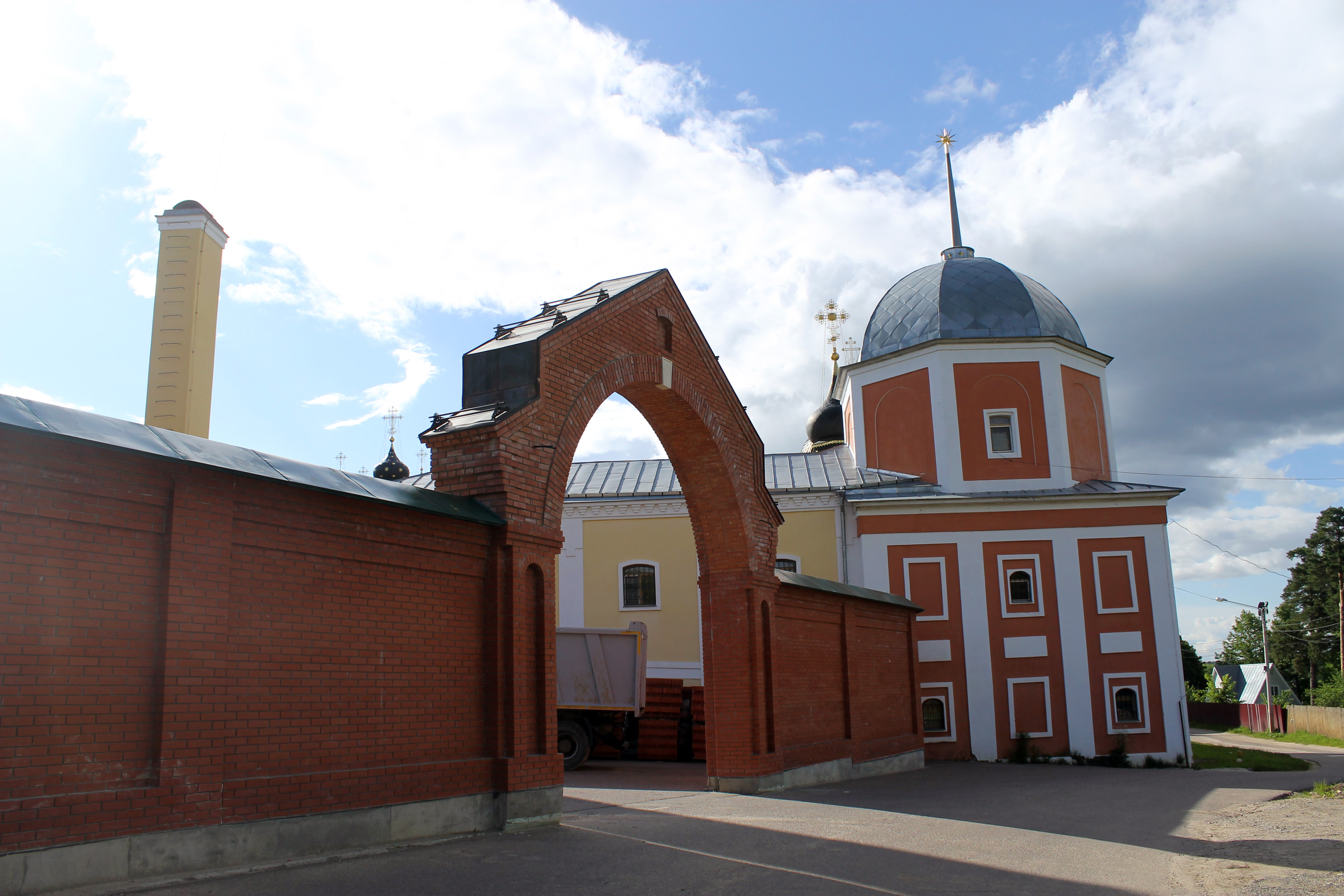
Вход в парк у северо-восточной башни монастыря Вознесенская Давидова пустынь

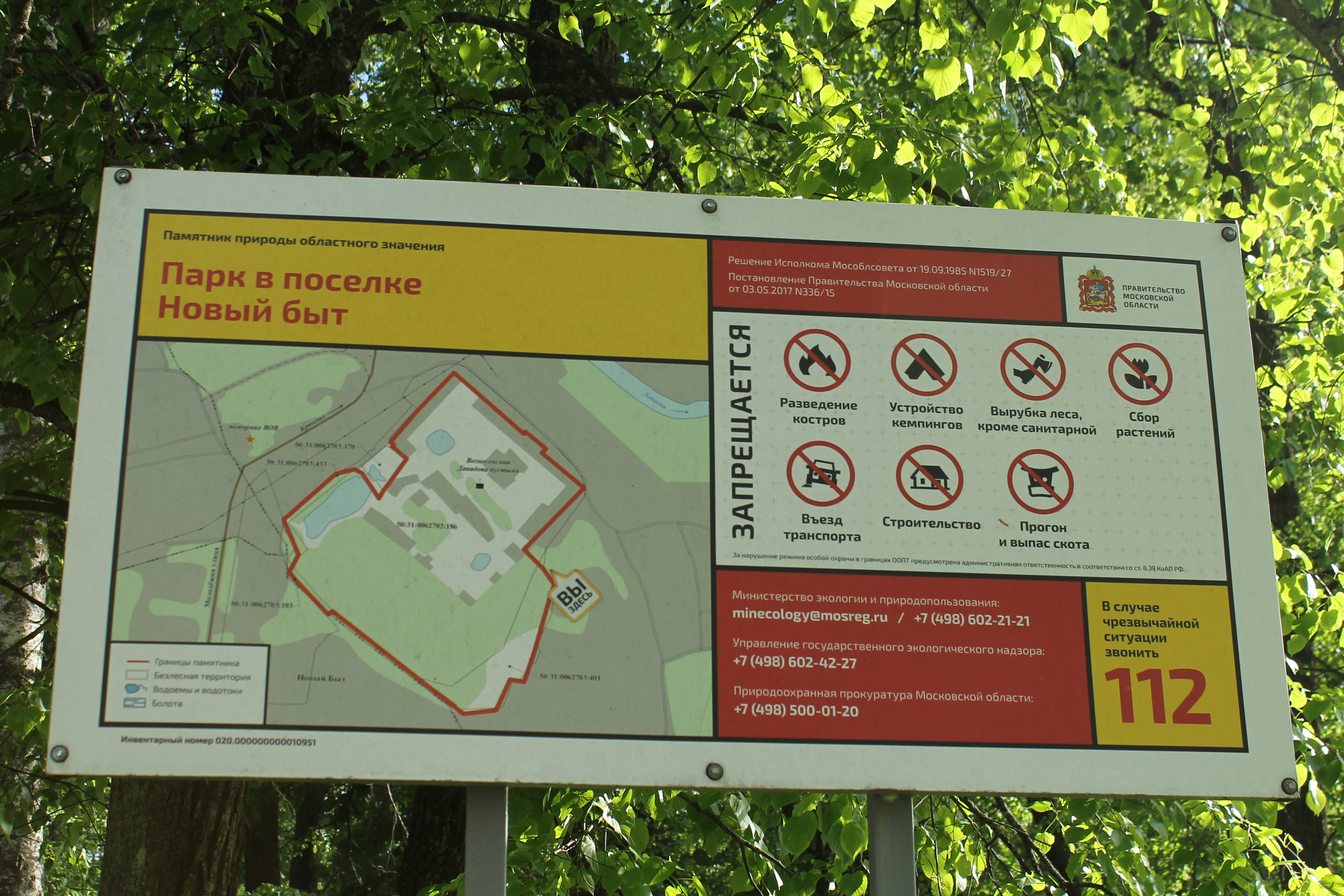
Информационный стенд

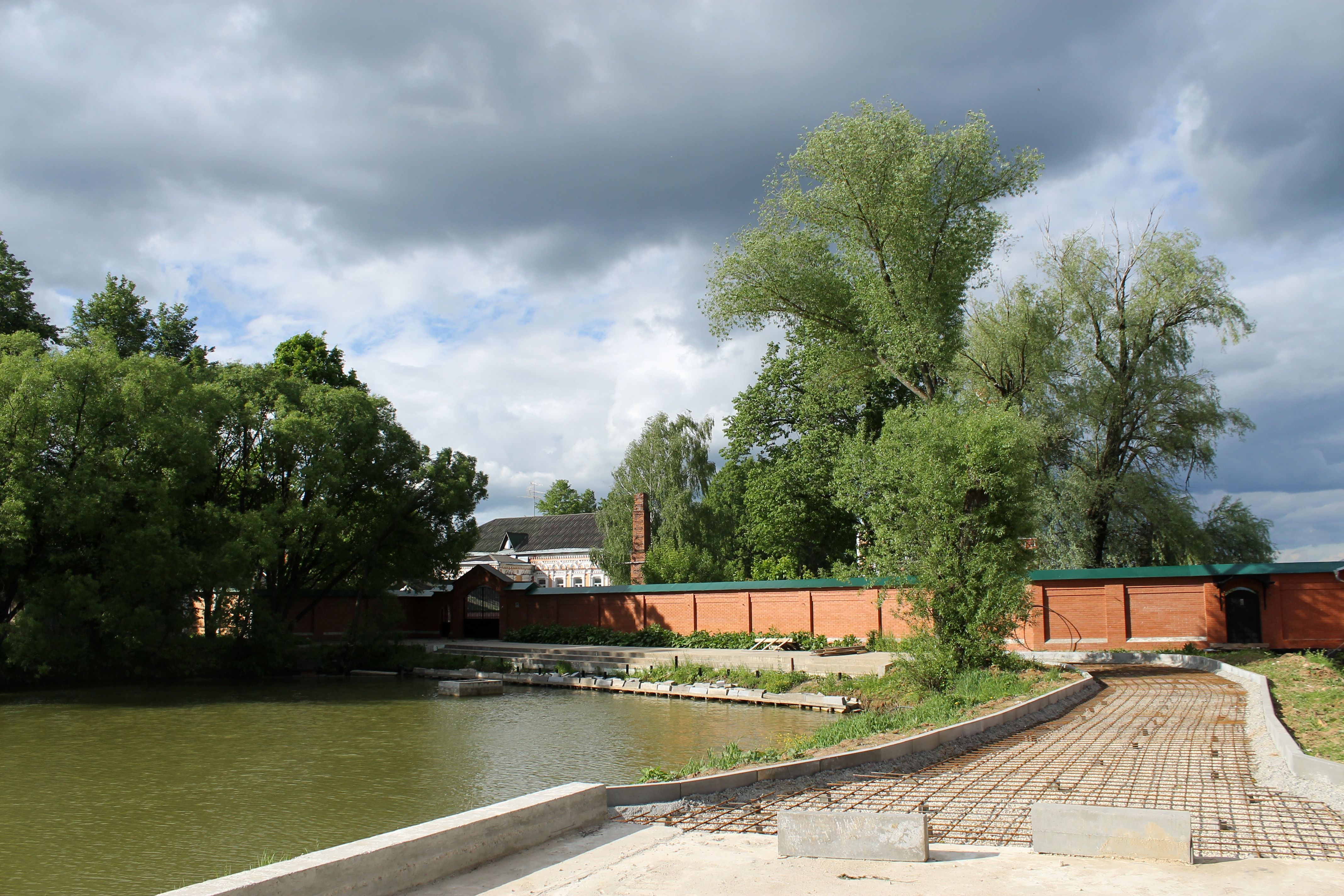
Реставрируемая набережная пруда в липовом парке

Территория памятника природы включает липовый парк и архитектурный комплекс монастыря Вознесенская Давидова пустынь с прудами.
Вознесенская Давидова пустынь основана 31 мая 1515 года преподобным Давидом. Согласно монастырскому преданию в августе 1515 года братию посетил преподобный Иосиф Волоцкий, благословивший основание монастыря. Вместе с четырьмя помощниками Давид построил две церкви, келью и трапезную. Возле монастыря Давид посадил липовую рощу.
В смутное время в первой половине XVII века монастырь был разграблен литовцами и запорожцами, но уже через несколько лет был восстановлен. Период расцвета обители пришёлся на конец XVII века, когда у монастыря было подворье в Москве на улице Ордынка и монастырская часовня у Арбатских ворот. Монастырские владения располагались в Московском и Коломенском уездах, а также в Серпухове.
В XVIII веке, когда в результате реформ Петра I доход монастырей поступал в государственную казну и лишь его часть возвращалась братии, Давидова пустынь переживала упадок. В конце столетия в Давидовой пустыни был установлен общежительный устав. В XIX веке обитель постепенно развивалась: воздвигались новые постройки, старые здания ремонтировались, была построена колокольня.
К началу XX века монастырь занимал большую площадь и был обнесён каменной стеной с башнями. На западной стороне стены располагалась колокольня со святыми воротами, а рядом — проезжие ворота. Внутри монастыря находились настоятельский корпус, Успенский храм, собор во имя Всемилостивого Спаса, трапеза с храмом Всех Святых, братские корпуса, просфорня, рухлядная, хлебный амбар, богадельная, водопровод и артезианский колодец. В центре монастыря — три храма (Вознесения Господня, Николая Чудотворца и Знамения Пресвятой Богородицы) с кладбищем, садом и цветниками около них. За монастырём находилось три гостиницы, конный и скотный дворы, пчельник, баня, мельница и два пруда, липовая роща с южной стороны и церковно-приходская школа.
В 1929 году обитель была разорена и закрыта, некоторые монахи попали под репрессии. Позже, в 50-х годах XX века было разорено монастырское кладбище.
В 1992 году жителями посёлка Новый Быт была образована православная община, которой был передан собор во имя Всемилостивого Спаса, после чего началось постепенное восстановление монастыря.
На монастырской территории погребены полководец генерал Д. С. Дохтуров, представители княжеских и дворянских фамилий Оболенских, Ромодановских, Васильчиковых, Головкиных и др. В монастыре собрано более 200 частиц мощей святых, среди которых святой Николай Чудотворец, преподобный Сергий Радонежский, святой Иоанн Предтеча, апостол Андрей Первозванный и многие другие. В 2015 году монастырю исполнилось 500 лет.
Памятник природы расположен в пределах Москворецко-Окской моренно-эрозионной возвышенности на правобережье реки Лопасни в зоне распространения волнистых и плоских моренных равнин. Абсолютные высоты территории изменяются от 152 м над уровнем моря (в северо-восточной оконечности памятника природы) до 174 м над уровнем моря (в юго-западной оконечности памятника природы). Кровля дочетвертичных пород местности представлена известняками, глинами, доломитами и мергелями среднего карбона.
Территория памятника природы, расположенная на высоком правом берегу реки Лопасни, включает фрагмент пологонаклонной междуречной моренной равнины. Поверхности равнины сложены суглинистыми моренными и покровными отложениями. Уклоны равнин северо-восточной экспозиции (в сторону Лопасни) изменяются в пределах 1—4 градусов, местами достигают 5—7 градусов.
В липовом парке встречаются слабовыраженные в рельефе микрозападины, сохранился фрагмент (длиной 60 м) балки, подавляющая часть которой засыпана. Глубина балки — до 1,5 м, ширина до 10 м.
Территория памятника природы относится к бассейну реки Лопасни (левый приток Оки). В границах памятника природы образовано три копаных водоёма. Наиболее крупный — обвалованный пруд, расположенный к северо-западу от липового парка. Длина водоёма — 80 м, ширина — 40 м, глубина — 0,2—0,4 м. Высота окружающего пруд вала — 0,5 м. Другой водоём расположен в северной части территории памятника природы, к югу от колокольни. Ширина водоёма — около 27 м. Наименьший по размерам пруд-копань расположен к юго-востоку от братского корпуса. Длина водоёма — 25 м, ширина — 15 м.
Почвенный покров в липовой роще представлен в основном агросерыми почвами.

### Флора и растительность
На территории памятника природы размещается старый липовый парк, к которому примыкает небольшой пруд с прибрежно-водной растительностью, отделённый от липняка узкой полосой луга.
В парке растут старые (100—150 лет) высокие липы (диаметр стволов до 80 см), по краю — единичные берёзы (диаметр стволов 25—30 см). Подрост и подлесок отсутствуют, так как парк регулярно выкашивается, сухостой и упавшие ветви убираются. В травяном покрове доминируют сныть обыкновенная и будра плющевидная, часто встречаются гравилат городской, яснотка крапчатая, вербейник монетчатый, ежа сборная, коротконожка лесная, кострец безостый, лютик ползучий, одуванчик лекарственный, отмечены недотрога мелкоцветковая, герань луговая, крапива двудомная, земляника лесная, вероника дубравная, купырь обыкновенный, бородавник общий, овсяница луговая, горошек заборный. Стволы лип в нижней части одеты зелёными эпифитными мхами.
В некоторых участках парка есть пятна с сорнотравьем — борщевиком Сосновского, крапивой и лопухом большим, к западу от пруда кроме лип растёт клён платановидный.
Между липняком и обвалованным прудом тянется полоса разнотравно-злакового луга с ежой сборной, тимофеевкой луговой, овсяницами луговой и красной, вейником наземным, пижмой, геранью луговой, васильком луговым, дудником лесным, клевером луговым и средним, вербейником монетчатым, подорожником большим, тысячелистником обыкновенным, вероникой дубравной, горошком заборным, купырем лесным, марьянником дубравным, тмином, зверобоем продырявленным, лютиком едким.
По берегам пруда, расположенного к северо-западу от липняка, группами растёт рогоз широколистный, обильна частуха подорожниковая, хвощ речной, камыш лесной, встречаются зюзник высокий, дербенник иволистный, череда поникшая, ситняг болотный, есть подрост ивы ломкой.
В воде много элодеи канадской и ряски малой.

### Фауна
На территории памятника природы отмечено обитание не менее девяти видов наземных позвоночных животных, из них не менее одного вида земноводных, шесть видов птиц и два вида млекопитающих.
В настоящее время в парке регулярно выкашивается травянистая растительность и отсутствуют кустарники, в связи с чем из птиц здесь обитают только кронники и дуплогнёздники, для которых повешены специальные искусственные гнездовья. Некошеная травянистая растительность сохранилась только на небольшом участке в северной части липового парка и по берегам примыкающего к нему обвалованного пруда, где отмечаются несколько видов бабочек. Сам пруд слишком мал, чтобы служить местообитанием водных и околоводных млекопитающих и птиц, здесь встречаются лишь виды зелёных лягушек.
Из млекопитающих встречается обыкновенный крот; периодически отмечается обыкновенная белка. Из птиц типичны большая синица, поползень, зяблик; в искусственных гнездовьях — скворечниках и синичниках — селятся скворцы, мухоловки-пеструшки и полевые воробьи.
Несмотря на значительную обеднённость фауны памятника природы, здесь встречается охраняемый в области вид беспозвоночных животных — бабочка краеглазка, или буроглазка, эгерия. Из иных редких и уязвимых видов бабочек здесь регистрируются луговая желтушка, голубянки икар и аргиад.

## Объекты особой охраны памятника природы

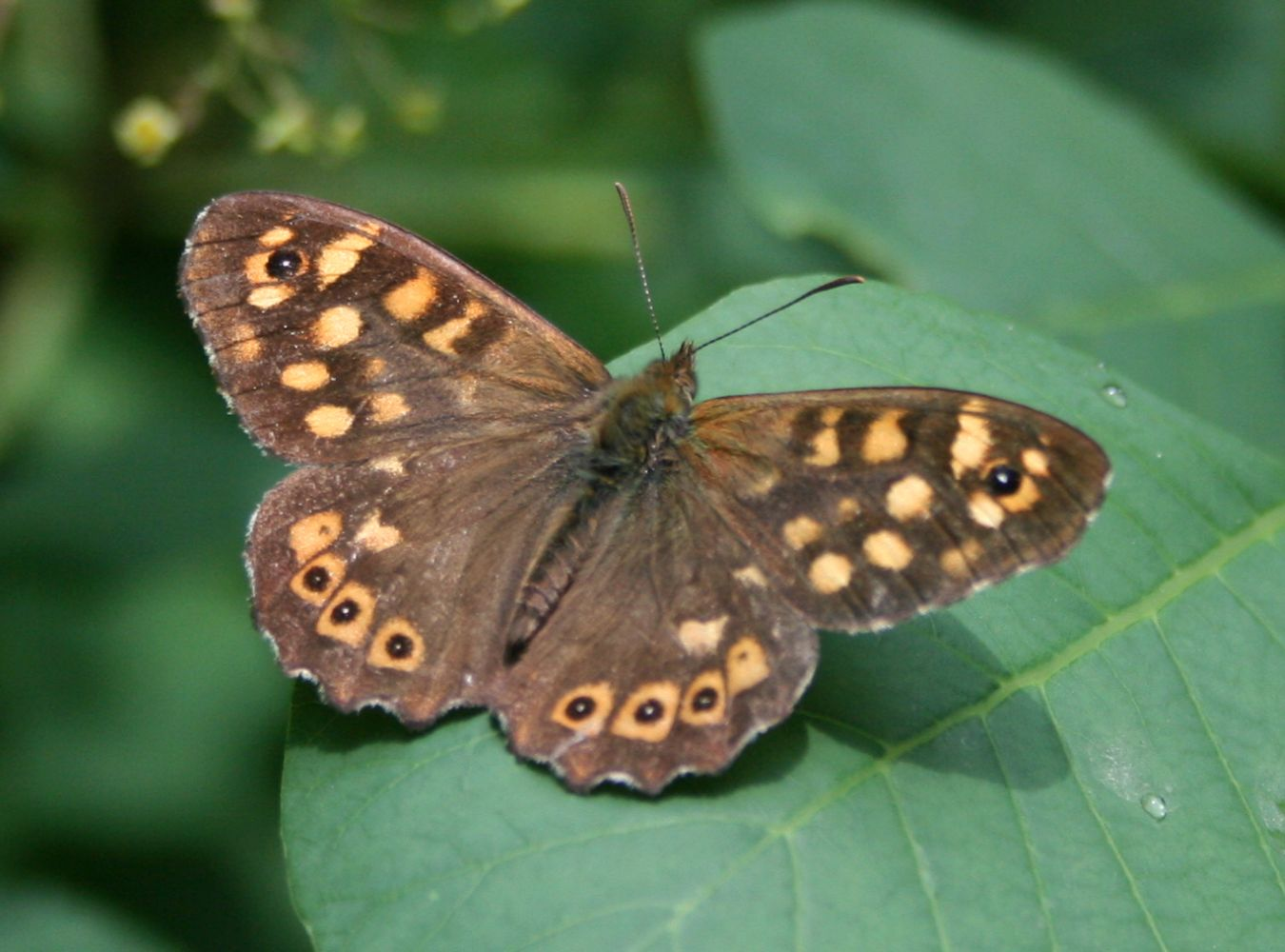
Краеглазка эгерия — занесённый в Красную книгу Московской области вид бабочек, обитатель липового парка

Ценный в экологическом, научном, культурном и эстетическом отношении природно-антропогенный объект: природно-парковый комплекс.
Охраняемые экосистемы: старовозрастные парковые насаждения из старых лип разнотравно-широкотравные; прибрежно-водная растительность пруда.
Охраняемые в Московской области, а также иные редкие и уязвимые виды животных:
- виды, занесённые в Красную книгу Московской области: краеглазка, или буроглазка, эгерия;
- виды, являющиеся редкими и уязвимыми таксонами, не включённые в Красную книгу Московской области, но нуждающиеся на территории области в постоянном контроле и наблюдении: Желтушка луговая, голубянки икар и аргиад.

Отдельные объекты живой природы: старовозрастные парковые насаждения с липой.